# Janet Leigh
Janet Leigh, pseudonimo di Jeannet Helen Morrison (Merced, 6 luglio 1927 – Beverly Hills, 3 ottobre 2004), è stata un'attrice statunitense.
È nota soprattutto per aver interpretato il ruolo di Marion Crane nel film Psyco (1960) di Alfred Hitchcock, per il quale fu premiata con un Golden Globe e candidata a un premio Oscar. Ha partecipato ad altri film di spicco, come L'infernale Quinlan (1958) di Orson Welles e Halloween - 20 anni dopo (1998) di Steve Miner, accanto alla figlia Jamie Lee Curtis.

## Biografia
Janet Leigh nacque a Merced, California, unica figlia di Helen Lita Westergard e Frederick Robert Morrison. Venne scoperta dall'attrice Norma Shearer, il cui defunto marito Irving Thalberg era stato uno dei più grandi produttori della Metro-Goldwyn-Mayer. La Shearer, che trascorreva le vacanze nella località sciistica dove lavoravano i genitori della Leigh, mostrò al talent scout Lew Wasserman una fotografia della ragazza. Dopo che Wasserman le assicurò un contratto con la MGM, Janet lasciò la University of the Pacific, dove stava studiando musica e psicologia.

### Carriera cinematografica e televisiva
Janet Leigh fece il suo esordio cinematografico, appena ventenne, in La cavalcata del terrore (1947) di Roy Rowland, nel ruolo della ragazza oggetto delle attenzioni del protagonista Van Johnson. Nel 1949 si segnalò per l'interpretazione del personaggio di Meg, la maggiore delle quattro sorelle March, nel film Piccole donne di Mervyn LeRoy, tratto dal romanzo di Louisa May Alcott. Durante gli anni cinquanta partecipò a film di diverso genere, tra cui vanno ricordati il film in costume Scaramouche (1952) di George Sidney, il western Lo sperone nudo (1953) di Anthony Mann, Il mago Houdini (1953) di George Marshall (1953), ove recitò per la prima volta accanto al neo marito Tony Curtis, Lo scudo dei Falworth (1954) di Rudolph Maté, Tempo di furore (1955) di Jack Webb e la commedia musicale Mia sorella Evelina (1955) di Richard Quine, in cui affiancò Jack Lemmon e Betty Garrett. Ottenne ottimi ruoli anche nel noir L'infernale Quinlan (1958), uno dei capolavori di Orson Welles, e nelle commedie In licenza a Parigi (1958) di Blake Edwards e Chi era quella signora? (1960) di George Sidney, entrambe di nuovo insieme a Tony Curtis.

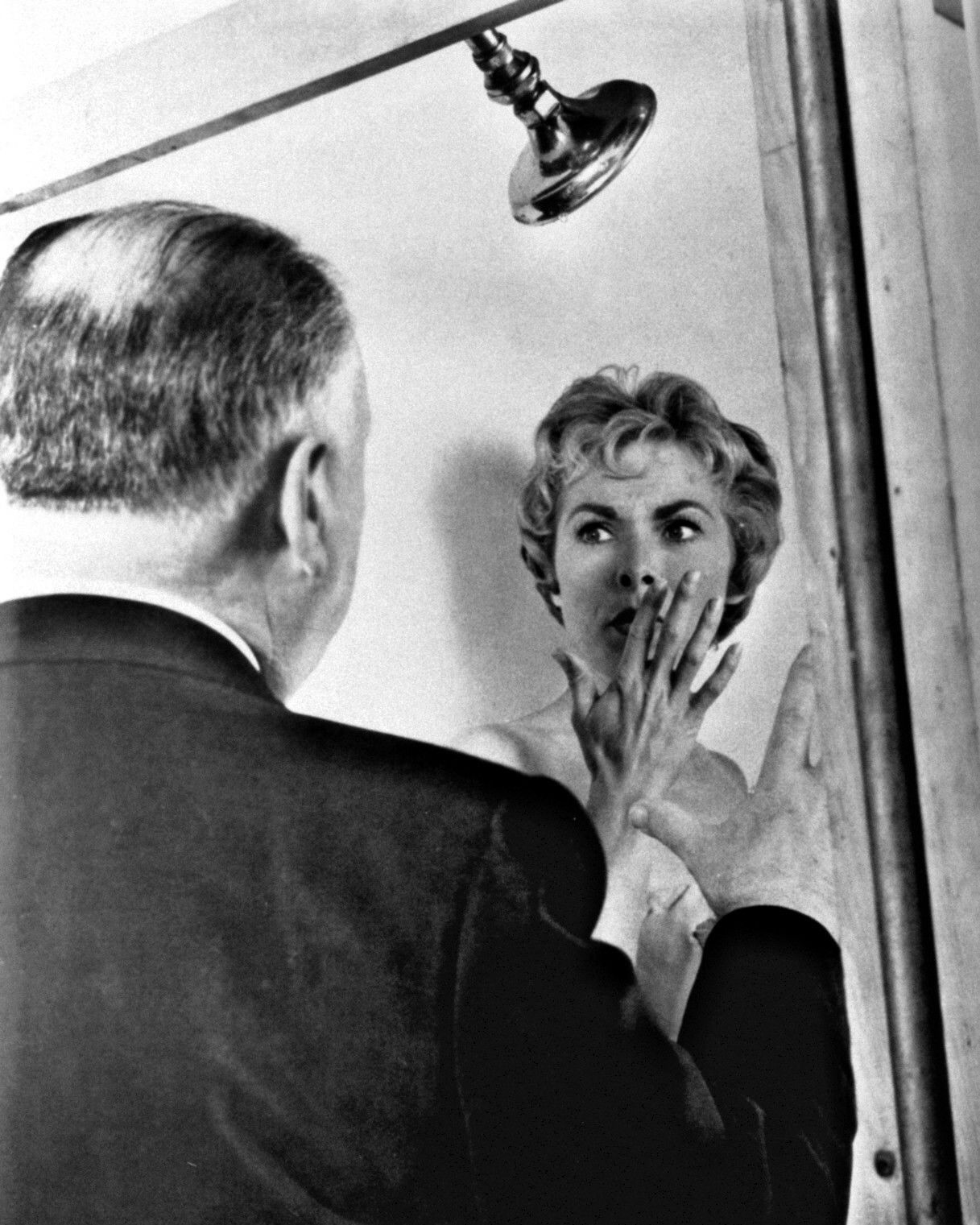
Janet Leigh con Alfred Hitchcock sul set di Psyco alle prese con la celebre scena della doccia

La vera svolta nella carriera della Leigh e che incrementò notevolmente la sua popolarità giunse nel 1960, con il ruolo dell'ambigua Marion Crane nel film Psyco (1960) di Alfred Hitchcock, accanto ad Anthony Perkins. La sua interpretazione e, in particolare, la celeberrima scena della doccia, le valsero tra l'altro un Golden Globe come Miglior attrice non protagonista e la sua unica candidatura al premio Oscar. Dopo il capolavoro hitchcockiano la Leigh recitò in molti altri film, tra cui il drammatico Va' e uccidi (1962) di John Frankenheimer, con coprotagonista Frank Sinatra, le commedie Ciao, ciao Birdie (1963) di George Sidney, basato sull'omonimo show andato in scena a Broadway, e Tra moglie e marito (1963) di John Rich, in cui ritrovò il collega Van Johnson, il poliziesco Detective's Story (1966) di Jack Smight, ove affiancò Paul Newman, il brillante 3 sul divano (1966), diretto e interpretato da Jerry Lewis, e il western Kid Rodelo (1966) di Richard Carlson, con Don Murray. 
Nel 1963 venne presa in considerazione dal regista Blake Edwards, con cui aveva già lavorato, per recarsi in Europa ed impersonare Simone Clouseau, moglie di Peter Sellers, nel film La Pantera Rosa, ma l'attrice rifiutò per non lasciare le due figlie subito dopo il divorzio da Curtis; quel ruolo venne poi assegnato a Capucine. Nel 1967 si recò invece proprio in Europa per partecipare al film Ad ogni costo di Giuliano Montaldo. Dopo la curiosa commedia L'incredibile casa in fondo al mare (1969) di Jack Arnold e Ricou Browning, Una donna in attesa di divorzio di Mel Stuart e La notte della lunga paura di William F. Claxton, entrambi usciti nel 1972, l'attrice diradò le sue partecipazioni sul grande schermo per dedicarsi maggiormente alle produzioni televisive, cui aveva preso parte sin dalla fine degli anni cinquanta. Nel 1975 ricoprì il ruolo di una ballerina e cantante hollywoodiana, recitando al fianco di Peter Falk e John Payne nell'episodio L'ultima diva della fortunata serie televisiva Colombo. 
Successivamente apparve anche in due film horror a fianco della figlia Jamie Lee Curtis, ottenendo un ruolo importante in Fog (1980) di John Carpenter, e facendo una breve apparizione in Halloween - 20 anni dopo (1998) di Steve Miner, ove interpretò un personaggio di nome Norma Watson, chiaro riferimento al film Psyco. L'ultimo film in cui è apparsa è uscito nel 2005, quando l'attrice era già deceduta. La Leigh scrisse anche alcuni romanzi. In Italia ne sono stati pubblicati due: Il sipario strappato (omonimo, ma non riferito al film del 1966 di Alfred Hitchcock) e Il colore dell'oro, curati dalla casa editrice Arnoldo Mondadori Editore, collana Harlequin. Il 14 marzo 2004 la Leigh fu nominata "Dottoressa d'arte onoraria", con una laurea all'University of the Pacific in Stockton, California.

### Morte
Janet Leigh morì il 3 ottobre 2004, all'età di 77 anni, nella sua casa di Beverly Hills, per le complicazioni della neuropatia periferica e della vasculite, malattie di cui soffriva da tempo e che le avevano tra l'altro causato una gangrena alla mano destra. Dopo la cremazione, le sue ceneri vennero consegnate alla famiglia.

## Vita privata

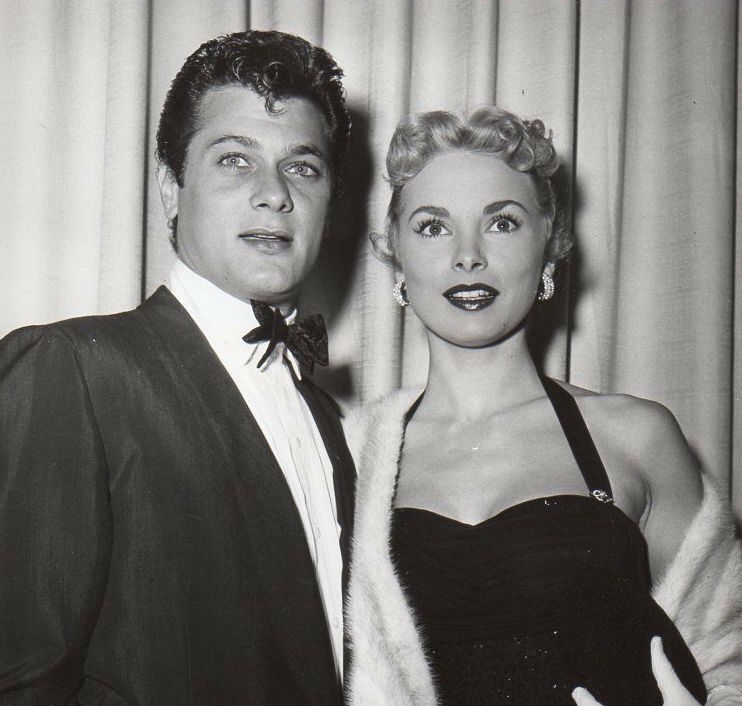
Janet Leigh con il terzo marito Tony Curtis ai 25° Academy Awards nel marzo 1953

Janet Leigh si sposò quattro volte. Nel 1942, all'età di 15 anni (dichiarando di averne 18), sposò il diciottenne John Carlyle a Reno, in Nevada. Il matrimonio fu annullato quattro mesi più tardi. Nel 1946, a 19 anni, sposò Stanley Reames, militare della Marina, dal quale divorziò nel 1949. Nel 1951 sposò il collega Tony Curtis, dal quale ebbe due figlie, le attrici Kelly Curtis (1956) e Jamie Lee Curtis (1958); Tony Curtis, che ammise di averla tradita durante il matrimonio, lasciò la Leigh nel giugno del 1962. Subito dopo il loro divorzio, il 15 settembre 1962 si sposò, per la quarta volta, con Robert Brandt, accanto al quale rimase fino alla morte.

## Filmografia

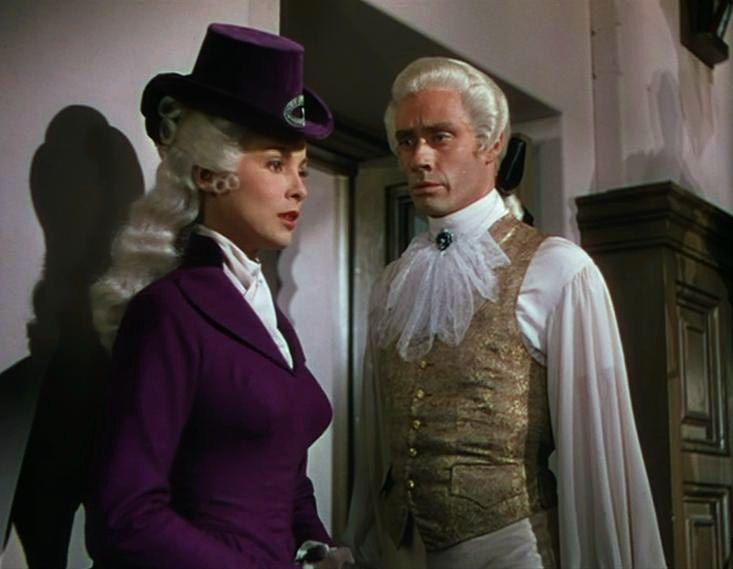
Janet Leigh con Mel Ferrer in Scaramouche (1952)

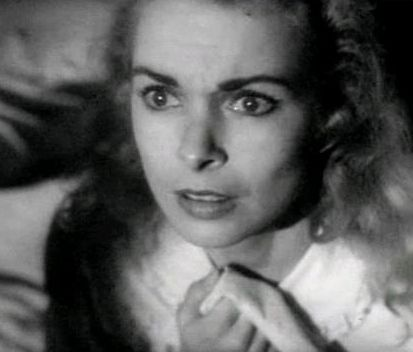
Janet Leigh ne L'infernale Quinlan (1958)

Janet Leigh in Ad ogni costo (1967)

### Cinema
- La cavalcata del terrore (The Romance of Rosy Ridge), regia di Roy Rowland (1947)
- Peccatori senza peccato (If Winter Comes), regia di Victor Saville (1947)
- Casa mia (Hills of Home), regia di Fred M. Wilcox (1948)
- Parole e musica (Words and Music), regia di Norman Taurog (1948)
- Atto di violenza (Act of Violence), regia di Fred Zinnemann (1948)
- Piccole donne (Little Women), regia di Mervyn LeRoy (1949)
- Il Danubio rosso (The Red Danube), regia di George Sidney (1949)
- Il dottore e la ragazza (The Doctor and the Girl), regia di Curtis Bernhardt (1949)
- La saga dei Forsyte (That Forsyte Woman), regia di Compton Bennett (1949)
- Tu partirai con me (Holiday Affair), regia di Don Hartman (1949)
- Matrimonio all'alba (Strictly Dishonorable), regia di Melvin Frank e Norman Panama (1951)
- Angels in the Outfield, regia di Clarence Brown (1951)
- Quattro ragazze all'abbordaggio (Two Tickets to Broadway), regia di James V. Kern (1951)
- It's a Big Country, regia di Clarence Brown, Don Hartman (1951)
- Lo sprecone (Just This Once), regia di Don Weis (1952)
- Scaramouche, regia di George Sidney (1952)
- Fearless Fagan, regia di Stanley Donen (1952)
- Lo sperone nudo (The Naked Spur), regia di Anthony Mann (1953)
- I professori non mangiano bistecche (Confidentially Connie), regia di Edward Buzzell (1953)
- Il mago Houdini (Houdini), regia di George Marshall (1953)
- Walking My Baby Back Home, regia di Lloyd Bacon (1953)
- Il principe coraggioso (Prince Valiant), regia di Henry Hathaway (1954)
- Più vivo che morto (Living It Up), regia di Norman Taurog (1954)
- Lo scudo dei Falworth (The Black Shield of Falworth), regia di Rudolph Maté (1954)
- Senza scampo (Rogue Cop), regia di Roy Rowland (1954)
- Tempo di furore (Pete Kelly's Blues), regia di Jack Webb (1955)
- Mia sorella Evelina (My Sister Eileen), regia di Richard Quine (1955)
- Safari, regia di Terence Young (1956)
- Il pilota razzo e la bella siberiana (Jet Pilot), regia di Josef von Sternberg (1957)
- L'infernale Quinlan (Touch of Evil), regia di Orson Welles (1958)
- I vichinghi (The Vikings), regia di Richard Fleischer (1958)
- In licenza a Parigi (The Perfect Furlough), regia di Blake Edwards (1958)
- Chi era quella signora? (Who Was That Lady?), regia di George Sidney (1960)
- Psyco (Psycho), regia di Alfred Hitchcock (1960)
- Pepe, regia di George Sidney (1960) - cameo
- Va' e uccidi (The Manchurian Candidate), regia di John Frankenheimer (1962)
- Ciao, ciao Birdie (Bye Bye Birdie), regia di George Sidney (1963)
- Tra moglie e marito (Wives and Lovers), regia di John Rich (1963)
- Kid Rodelo, regia di Richard Carlson (1966)
- Detective's Story (Harper), regia di Jack Smight (1966)
- 3 sul divano (Three on a Couch), regia di Jerry Lewis (1966)
- Vivi e lascia morire (An American Dream), regia di Robert Gist (1966)
- La spia dal cappello verde (The Spy in the Green Hat), regia di Joseph Sargent (1967)
- Ad ogni costo, regia di Giuliano Montaldo (1967)
- L'incredibile casa in fondo al mare (Hello Down There), regia di Jack Arnold e Ricou Browning (1969)
- Una donna in attesa di divorzio (One Is a Lonely Number), regia di Mel Stuart (1972)
- La notte della lunga paura (Night of the Lepus), regia di William F. Claxton (1972)
- Boardwalk, regia di Stephen Verona (1979)
- Fog (The Fog), regia di John Carpenter (1980)
- Halloween - 20 anni dopo (Halloween H20: 20 Years Later), regia di Steve Miner (1998)
- Bad Girls (Bad Girls from Valley High), regia di John T. Kretchmer (2005)

### Televisione
- Schlitz Playhouse of Stars – serie TV, episodio 6x24 (1957)
- Polvere di stelle (Bob Hope Presents the Chrysler Theatre) – serie TV, episodi 2x02-4x07 (1964-1966)
- Organizzazione U.N.C.L.E. (The Man from U.N.C.L.E.) – serie TV, episodi 3x11-3x12 (1966)
- The Danny Thomas Hour – serie TV, episodio 1x18 (1968)
- La moglie assassina (The Monk), regia di George McCowan – film TV (1969)
- Honeymoon with a Stranger, regia di John Peyser – film TV (1969)
- Il mistero del cadavere scomparso (House on Greenapple Road), regia di Robert Day – film TV (1970)
- Il virginiano (The Virginian) – serie TV, episodio 9x03 (1970)
- Bracken's World – serie TV, episodio 2x09 (1970)
- Reporter alla ribalta (The Name of the Game) – serie TV, episodio 3x17 (1971)
- Storia allucinante (Deadly Dream), regia di Alf Kjellin – film TV (1971)
- Ghost Story – serie TV, episodio 1x14 (1973)
- Il presidente (Murdock's Gang), regia di Charles S. Dubin – film TV (1973)
- Love Story – serie TV, episodio 1x07 (1973)
- Movin' On – serie TV, episodio 1x22 (1975)
- Colombo (Columbo) – serie TV, episodio 5x01 (1975)
- Assassinio allo stadio (Murder at the World Series), regia di Andrew V. McLaglen – film TV (1977)
- Telethon, regia di David Lowell Rich – film TV (1977)
- Love Boat (The Love Boat) – serie TV, episodi 2x09-8x16 (1978-1985)
- Donne allo specchio (Mirror, Mirror), regia di Joanna Lee – film TV (1979)
- Fantasilandia (Fantasy Island) – serie TV, episodi 2x20-6x07 (1979-1982)
- Matt Houston – serie TV, episodio 1x05 (1982)
- Il brivido dell'imprevisto (Tales of the Unexpected) – serie TV, episodi 5x11-7x11 (1982-1984)
- Starman – serie TV, episodio 1x09 (1986)
- La signora in giallo (Murder, She Wrote) – serie TV, episodio 4x11 (1987)
- Ai confini della realtà (The Twilight Zone) – serie TV, episodio 3x26 (1989)
- Il tocco di un angelo (Touched by an Angel) – serie TV, episodio 4x09 (1997)
- Nell'ombra di mia sorella (In My Sister's Shadow), regia di Sandor Stern – film TV (1997)
- In tribunale con Lynn (Family Law) – serie TV, episodio 2x14 (2001)

### Cortometraggi
- How to Smuggle a Hernia Across the Border, regia di Jerry Lewis (1949)

## Riconoscimenti
- Premio Oscar
  - 1961 – Candidatura alla miglior attrice non protagonista per Psyco

- Golden Globe
  - 1961 – Miglior attrice non protagonista per Psyco

- Hollywood Walk of Fame
  - 1962 – Stella

- Laurel Awards
  - 1960 – Candidatura alla miglior attrice per Chi era quella signora?
  - 1961 – Miglior attrice comica per Pepe
  - 1961 – Candidatura alla miglior attrice non protagonista per Psyco
  - 1963 – Candidatura alla miglior star femminile (7º posto)

## Doppiatrici italiane
Nelle versioni in italiano delle opere in cui ha recitato, Janet Leigh è stata doppiata da:
- Renata Marini in Casa mia, Parole e musica, Atto di violenza, Piccole donne, La saga dei Forsyte, Lo sprecone, Scaramouche, Lo sperone nudo, I professori non mangiano bistecche, Il mago Houdini, Lo scudo dei Falworth, Senza scampo, Il pilota razzo e la bella siberiana
- Rosetta Calavetta in Mia sorella Evelina, Safari, I vichinghi, In licenza a Parigi, Chi era quella signora?, Psyco, Pepe, Va' e uccidi, Ciao, ciao Birdie, 3 sul divano, Fog
- Maria Pia Di Meo in L'infernale Quinlan, Tra moglie e marito
- Alina Moradei in Love Boat, Bad Girls
- Germana Calderini in La cavalcata del terrore
- Adriana Parrella in Peccatori senza peccato
- Dhia Cristiani in Il principe coraggioso
- Micaela Giustiniani in Tempo di furore
- Fiorella Betti in Detective's Story
- Benita Martini in Ad ogni costo
- Angiolina Quinterno in Colombo
- Noemi Gifuni in Una donna in attesa di divorzio
- Gemma Griarotti in La notte della lunga paura
- Serena Spaziani in La signora in giallo
- Flaminia Jandolo in Halloween - 20 anni dopo
- Miranda Bonansea in In tribunale con Lynn
- Laura Boccanera in Tu partirai con me (ridoppiaggio)
- Melina Martello in L'infernale Quinlan (ridoppiaggio)
- Vittoria Febbi in Fog (ridoppiaggio)